# Pterostylis torquata
Pterostylis torquata är en orkidéart som beskrevs av David Lloyd Jones. Pterostylis torquata ingår i släktet Pterostylis och familjen orkidéer.
Artens utbredningsområde är New South Wales. Inga underarter finns listade i Catalogue of Life.